# Саса (футбольний клуб)
Футбольний клуб «Камениця» (Саса) або просто «Камениця» (мак. Фудбалски клуб Каменица Саса) — професіональний північно-македонський футбольний клуб з міста Македонська-Камениця. Виступає у Другій лізі Македонії, зона «Схід».

## Історія
Клуб було засновано в 1968 році місцевими гірниками, головним його спонсором була місцева шахта «Саса». У сезні 1991/92 років команда виграла чемпіонат СР Македонія. З 1992 по 2001 рік команда виступала у Першій лізі Македонії, вищому дивізіоні македонського чемпіонату. Після закриття шахти в середині 1990-х років команда опустилася до Третьої ліги. У сезоні 2016/17 років клуб повернувся до Другої ліги.
За підсумками сезону 2018/19 років «Саса» вилетів з Другої ліги Македонія, зона «Схід». Проте через розширення чемпіонату ще на одне місце, команда отримала можливість і наступного сезону грати в Другій лізі.

## Статистика виступів
| Сезон   | Іг. | В  | Н  | П  | ЗМ | ПМ  | О  | Міс.   | Ліга       |
| ------- | --- | -- | -- | -- | -- | --- | -- | ------ | ---------- |
| 1992/93 | 34  | 14 | 8  | 12 | 41 | 44  | 36 | 5      | Перша ліга |
| 1993/94 | 30  | 9  | 12 | 9  | 38 | 41  | 30 | 7      | Перша ліга |
| 1994/95 | 30  | 11 | 8  | 11 | 39 | 30  | 41 | 7      | Перша ліга |
| 1995/96 | 28  | 10 | 7  | 11 | 36 | 38  | 37 | 6      | Перша ліга |
| 1996/97 | 26  | 10 | 7  | 9  | 36 | 31  | 37 | 5      | Перша ліга |
| 1997/98 | 25  | 8  | 5  | 12 | 21 | 32  | 29 | 12     | Перша ліга |
| 1998/99 | 26  | 7  | 5  | 14 | 28 | 38  | 26 | 11     | Перша ліга |
| 1999/00 | 26  | 7  | 7  | 12 | 22 | 34  | 28 | 11     | Перша ліга |
| 2000/01 | 26  | 8  | 5  | 13 | 39 | 47  | 28 | 11 (R) | Перша ліга |
| 2001/02 | 34  | 14 | 6  | 14 | 46 | 59  | 48 | 11     | Друга ліга |
| 2002/03 | 36  | 2  | 0  | 34 | 12 | 117 | 6  | 19 (R) | Друга ліга |
| 2012/13 | 33  | 15 | 4  | 14 | 76 | 53  | 49 | 7      | Третя ліга |
| 2013/14 | 26  | 9  | 6  | 11 | 43 | 42  | 33 | 8      | Третя ліга |
| 2014/15 | 22  | 8  | 5  | 9  | 31 | 33  | 29 | 7      | Третя ліга |
| 2015/16 | 18  | 3  | 4  | 11 | 22 | 44  | 13 | 11     | Третя ліга |
| 2016/17 | 14  | 10 | 1  | 3  | 31 | 35  | 14 | 3 (P)  | Третя ліга |
| 2017/18 | 25  | 7  | 4  | 14 | 32 | 42  | 25 | 7      | Третя ліга |

P = Підвищення
R = Пониження

## Досягнення
- Чемпіонат СР Македонія
  -  Чемпіон (1): 1991/92

## Відомі тренера
- Влатко Костов